# Грациано, Рокки
Ро́кки Грациа́но (англ. Rocky Graziano; 1 января 1919 — 22 мая 1990) — американский боксёр-профессионал середины XX века, чемпион мира в среднем весе (вес до 160 фунтов), участник 4 боёв за титул чемпиона мира в среднем весе.

## Биография
До начала профессиональной карьеры,когда Рокки выступал на любительском ринге, его тренером был легендарный тренер Уайти Бимштейн.

## Карьера
Между первым и последним боями Грациано на профессиональном ринге прошло 10 лет и 6 месяцев. За этот период он участвовал в 83 боях или в среднем проводил 1 бой в 47 дней. Из запланированных 700 раундов провёл в ринге лишь 410 в основном за счёт досрочных побед. Общее время в ринге – 20.5 часа. Выиграл 67 боёв, из них 53 досрочно (формальный процент нокаутов – 79.1%), в том числе 30 – чистыми нокаутами, 22 – техническими нокаутами и 1 – дисквалификацией противника (фактически тоже был тех.нокаут). 10 боёв проиграл, из них 3 досрочно. 6 боёв свёл в ничью. Участвовал в 4 боях за титул чемпиона мира в среднем весе (1-3). Формально был чемпионом мира с июля 1947-го по июнь 1948-го. Защитить титул не удалось – следующий чемпионский бой проиграл. Все поражения в чемпионских боях – нокаутами.
Большая часть побед судейским решением одержана Грациано на начальном этапе карьеры в четырёх/шести/восьмираундовых боях, а подавляющее большинство выигранных рейтинговых боёв (10 раундов и выше) выиграны как раз досрочно. Из 32 побед с марта 1945-го (47-й бой Грациано) досрочными были 28, причём большая часть из них – в начальных раундах боя. Именно на этом основании Грациано признан средневесом с одним из самых сильных ударов за всю историю бокса.

## В культуре
- О жизни Рокки Грациано в 1956 году был снят фильм «Кто-то там наверху любит меня». В роли Грациано снялся Пол Ньюман